# Ярошевский, Владимир Иванович
Влади́мир Ива́нович Яроше́вский (род. 11 июля 1920) — советский офицер, танкист-ас, участник Великой Отечественной войны.

## Биография
Родился 11 июля 1920 года в селе Скородистик Чернобаевского района Черкасской области УССР.
В 1938 году окончил среднюю школу и поступил в Киевский государственный университет им. Т. Г. Шевченко на физико-математический факультет. С началом войны добровольцем вступил в армию и был направлен в 31-й запасной танковый полк, где проходил службу сначала рядовым красноармейцем, а затем командиром отделения и помощником командира взвода. Из полка был направлен в Харьковское танковое училище.
По окончании училища в июле 1942 года группой офицеров-выпускников лейтенант В. И. Ярошевский направлен в действующую армию на Сталинградский фронт. Участник Сталинградской, а затем — Курской битв. В дальнейшем фронтовая судьба провела офицера по дорогам родной Украины, где он принимал участие в освобождении городов Киева, Житомира, и других населённых пунктов Харьковской, Житомирской, Киевской, Тернопольской и Хмельницкой областей.
Из наградного листа:

Участвуя в боях на правом берегу Днепра за освобождение города Киева, подготовил личный состав и материальную часть своего взвода и умело организовал взаимодействие с пехотой. Стремительной атакой взвода прорвал оборону противника, обратил его в бегство, уничтожая при этом живую силу и технику. Гусеницами и огнём своего танка уничтожил три танка «T-IV», самоходное орудие «Фердинанд», две миномётные батареи, две противотанковые пушки и до 80 солдат и офицеров, захватил большие трофеи, в числе которых батарея шестиствольных миномётов, артиллерийские орудия и склад боеприпасов.
В боях за освобождение Харькова уничтожил 6 танков противника, миномётную батарею и до взвода солдат противника.

За смелые и решительные действия при освобождении города Киева, командир танкового взвода старший лейтенант В. И. Ярошевский приказом командующего бронетанковыми и механизированными войсками 60-й армии № 08/н от 19 ноября 1943 года награждён орденом Александра Невского № 12782.
Участник Парада Победы 1945 года в Москве.
В 1947 году В. И. Ярошевский окончил Бронетанковую академию им. И. В. Сталина, после чего работал в Управлении боевой подготовки и повышения боевой готовности танковых частей и соединений в центральном аппарате Министерства обороны СССР.
Живёт в Москве.

## Награды
В. И. Ярошевский — кавалер шести орденов:
- орден Красного Знамени (18 февраля 1944)[2];
- орден Александра Невского (19 ноября 1943)[3];
- орден Отечественной войны I степени (6 апреля 1985)[4];
- орден Отечественной войны II степени (17 ноября 1943)[5];
- орден Красной Звезды (7 августа 1943)[6];
- орден «За службу Родине в Вооружённых Силах СССР» III степени.

Также награждён многими медалями, в том числе медалью «За отвагу» (4 сентября 1943).